# Басов (хутор)
Басов — хутор в Борисовском районе Белгородской области. Входит в состав Октябрсько-Готнянского сельского поселения.

## География
Хутор расположен недалеко от районного центра — Борисовки.
Часовой пояс
Хутор Басов как и вся Белгородская область, находится в часовой зоне МСК (московское время). Смещение применяемого времени относительно UTC составляет +3:00.

## Население
| 2002 | 2010 |
| ---- | ---- |
| 83   | ↘49  |